# Andalucia Tennis Experience 2011
Andalucia Tennis Experience 2011 — тенісний турнір, що проходив на відкритих кортах з ґрунтовим покриттям. Це був третій турнір Andalucia Tennis Experience. Належав до категорії International у рамках Туру WTA 2011. Проходив у Club de Tenis Puente Romano у Марбельї (Іспанія). Тривав з 2 до 10 квітня 2011 року.

## Розподіл призових грошей і очок

### Розподіл очок
| Стадія                          | Одиночний розряд | Парний розряд |
| ------------------------------- | ---------------- | ------------- |
| Перемога                        | 280              | 280           |
| Фінал                           | 200              | 200           |
| півфінал                        | 120              | 120           |
| чвертьфінал                     | 70               | 70            |
| 1/8 фіналу                      | 30               | 1             |
| 1/16 фіналу                     | 1                | –             |
| кваліфаєр                       | 16               | –             |
| Фінальний кваліфікаційний раунд | 10               | –             |
| 2-й кваліфікаційний раунд       | 6                | –             |
| 1-й кваліфікаційний раунд       | 1                | –             |

### Розподіл призових грошей
Сукупний призовий фонд турніру становив US $220.000.
| Стадія                          | Одиночний розряд | Парний розряд (на пару) |
| ------------------------------- | ---------------- | ----------------------- |
| Перемога                        | $37,000          | $11,000                 |
| Фінал                           | $19,000          | $5,750                  |
| півфінал                        | $10,200          | $3,100                  |
| чвертьфінал                     | $5,340           | $1,650                  |
| 1/8 фіналу                      | $2,950           | $860                    |
| 1/16 фіналу                     | $1,725           | –                       |
| Фінальний кваліфікаційний раунд | $860             | –                       |
| 2-й кваліфікаційний раунд       | $460             | –                       |
| 1-й кваліфікаційний раунд       | $265             | –                       |

## Учасниці

### Сіяні учасниці
| Країна   | Гравчиня           | Рейтинг1 | Сіяна |
| -------- | ------------------ | -------- | ----- |
| Білорусь | Вікторія Азаренко  | 8        | 1     |
| Росія    | Світлана Кузнецова | 15       | 2     |
| Франція  | Араван Резаї       | 24       | 3     |
| Румунія  | Александра Дулгеру | 28       | 4     |
| Болгарія | Цветана Піронкова  | 34       | 5     |
| Чехія    | Клара Закопалова   | 36       | 6     |
| Італія   | Роберта Вінчі      | 37       | 7     |
| Італія   | Сара Еррані        | 40       | 8     |

- Посів ґрунтується на рейтингові станом на 21 березня 2011.

### Інші учасниці
Нижче наведено учасниць, які отримали вайлд-кард на участь в основній сітці:
- Дінара Сафіна
- Світлана Кузнецова
- Естрелья Кабеса Кандела

Нижче наведено гравчинь, які пробились в основну сітку через стадію кваліфікації:
- Мона Бартель
- Ірина-Камелія Бегу
- Марія-Тереса Торро-Флор
- Лара Арруабаррена-Вечіно

### Відомі гравчині, що знялись з турніру
Гравчині, що відмовились від участі з різних причин:
- Флавія Пеннетта (розрив плечового м'яза)[3]
- Ана Іванович (втома)[3]
- Карла Суарес Наварро (операція на правому лікті)[3]

## Переможниці та фіналістки

### Одиночний розряд
Вікторія Азаренко —  Ірина-Камелія Бегу, 6–3, 6–2
- Для Азаренко це був другий титул за сезон і 7-й - за кар'єру.

### Парний розряд
Нурія Льягостера Вівес /  Аранча Парра Сантонха —  Сара Еррані /  Роберта Вінчі, 3–6, 6–4, [10–5]